# Судный день (Сумеречная зона)
«Судный день» (англ. Shatterday, дословно — «День раздробления») — это первый сегмент первой серии первого сезона первого возрождения американского телесериала «Сумеречная зона».

## Пролог
Одни добиваются того, что им необходимо, другие добиваются того, чего они хотят. Некоторые же, как Питер Джей Новинс, просто добиваются, и если это делать настойчиво и долго, что-нибудь может вдруг выбиться… из Сумеречной зоны.
Оригинальный текст (англ.)Some push for what they need; some push for what they want. Some people, like Peter Jay Novins, just push. If they do it hard enough and long enough, something might just push back… from the Twilight Zone.

## Сюжет
Нью-Йоркский пройдоха Питер Джей Новинс, ожидая свою девушку в баре, случайно звонит к себе домой и слышит собственный голос на другом конце провода. Сначала он решает, что набрал не тот номер телефона, потом — что его разыгрывают, однако со временем он начинает осознавать, что отныне превратился в две отдельные личности — отрицательную и положительную, которые начали открытую борьбу друг с другом. Поскольку «позитивный» Новинс всё время находится в помещении, «негативному» приходится снимать номер в отеле. Однажды Новинс прибегает к хитрости — чтобы заставить своё «альтер эго» покинуть собственное жильё, он лишает его доступа к средствам для существования, переведя все деньги на другой счёт и в другой банк, ликвидировав старый счёт. Однако ему не удаётся достичь поставленной цели. Через некоторое время оба Новинса начинают искать пути достижения компромисса между ними. Тогда же «плохой» Новинс узнаёт, что из-за «положительного» себя фактически потерял больную мать и девушку — последний наладил ранее утраченные близкие отношения между ними.
В конце эпизода «негативный» Новинс начинает болеть. Он встречается со своим «альтер эго» и просит его заботиться о женщине, которую ранее покинул вместе с ребёнком, после чего исчезает. Таким образом «положительный» Новинс становится единственным Питером Джеем Новинсом.

## Эпилог
Питер Джей Новинс, одновременно и победитель, и жертва непродолжительной схватки за душу человека. Человек, потерявший и обрётший себя на безлюдном поле сражения, где-то… в Сумеречной зоне.
Оригинальный текст (англ.)Peter Jay Novins, both victor and victim, of a brief struggle for custody of a man’s soul. A man who lost himself… and found himself… on a lonely battlefield, somewhere… in the Twilight Zone.

## В ролях
| Актёр          | Роль               |
| -------------- | ------------------ |
| Брюс Уиллис    | Питер Джей Новинс  |
| Дэн Гилвезан   | бармэн             |
| Мурух          | женщина в банке    |
| Джон Карлайл   | Клерк              |
| Сет Ислер      | альтер эго Новинса |
| Энтони Грумбак | посыльный          |

## Интересные факты
- Эта серия основана на одноимённом рассказе Харлана Эллисона, который был впервые опубликован в сентябре 1975 года в журнале «Галерея» и позже дал название сборнику его рассказов. В рассказе используются все семь дней недели: Someday (Sunday), Moansday (Monday), Duesday (Tuesday), Woundsday (Wednesday), Thornsday (Thursday), Freeday (Friday), Shatterday (Saturday)[1].